# Proceso exotérmico

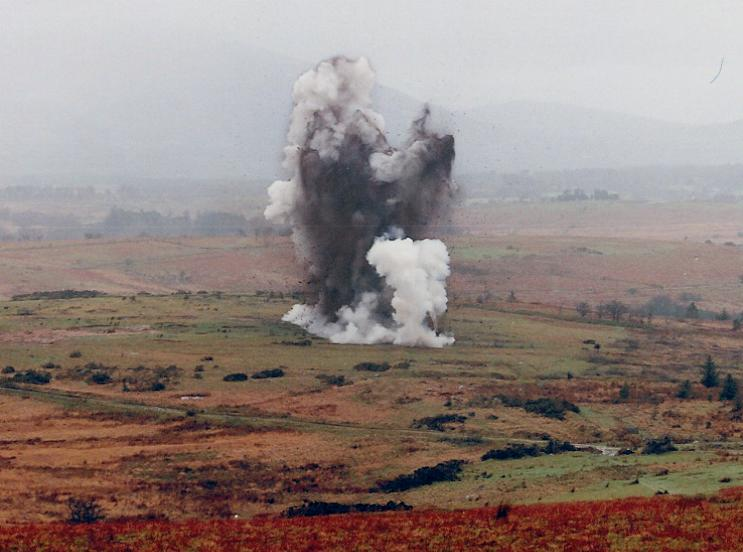
Las explosiones son algunas de las reacciones exotérmicas más violentas.

En termodinámica , el término proceso exotérmico (exo-   : "afuera") describe un proceso o reacción que libera energía del sistema a su entorno, generalmente en forma de calor , pero también en forma de luz (por ejemplo, una chispa, llama o destello), electricidad (por ejemplo, una batería), o sonido (p. ej., explosión escuchada al quemar hidrógeno).  Su etimología proviene del prefijo griego έξω (exō, que significa "hacia afuera") y la palabra griega θερμικός (thermikόs, que significa "térmica").  El término exotérmico fue acuñado por primera vez por Marcelino Berthelot .  Lo opuesto a un proceso exotérmico es un proceso endotérmico , que absorbe energía en forma de calor. 
El concepto se aplica con frecuencia en las ciencias físicas a las reacciones químicas , mientras que en la energía química de enlace se convertirá en energía térmica (calor). 
Exotérmica (y endotérmica) describe dos tipos de reacciones químicas o sistemas que se encuentran en la naturaleza, de la siguiente manera. 
En pocas palabras, después de una reacción exotérmica, se ha liberado más energía a los alrededores que la absorbida para iniciar y mantener la reacción. Un ejemplo sería la quema de una vela, en donde la suma de calorías producidas por la combustión (encontrada al observar el calentamiento radiante del entorno y la luz visible producida, incluido el aumento de la temperatura del combustible (cera), que con el oxígeno, tiene) convertirse en CO2 caliente y vapor de agua,) excede la cantidad de calorías absorbidas inicialmente al encender la llama y en la llama manteniéndose. (Es decir, parte de la energía producida por la combustión se reabsorbe y se usa para fundir, luego vaporizar la cera, etc., pero es superada por la energía producida al romper los enlaces carbono-hidrógeno y la combinación de oxígeno con el carbono e hidrógeno resultante). 
Por otro lado, en una reacción o sistema endotérmico , la energía se toma de los alrededores en el curso de la reacción.  Un ejemplo de una reacción endotérmica es una compresa fría de primeros auxilios, en la cual la reacción de dos productos químicos, o la disolución de uno en otro, requiere calorías de los alrededores y la reacción enfría la bolsa y los alrededores al absorber el calor de ellos.  Se observa un sistema endotérmico en la producción de madera: los árboles absorben la energía radiante del sol, la utilizan en reacciones endotérmicas, como desarmar el CO2 y el H2O y combinar el carbono y el hidrógeno generado para producir celulosa y otros productos químicos orgánicos. Estos productos, en forma de madera, digamos, pueden luego quemarse en una chimenea, de forma exotérmica, produciendo CO2 y agua, y liberando energía en forma de calor y luz a su entorno, por ejemplo, al interior de una casa y gases de chimenea. 

## Visión general
Exotérmica se refiere a una transformación en la que un sistema libera energía (calor) al entorno, expresado por 
Q <0 .
Cuando la transformación se produce a presión constante, uno tiene para la entalpía.    
∆H <0 ,
Y volumen constante, uno tiene para la energía interna.        
<U <0 .
En un sistema adiabático (es decir, un sistema que no intercambia calor con el entorno), un proceso exotérmico produce un aumento de la temperatura del sistema.
En las reacciones químicas exotérmicas, el calor que es liberado por la reacción toma la forma de energía electromagnética.  La transición de los electrones de un nivel de energía cuántica a otro hace que la luz se libere.  Esta luz es equivalente en energía a la energía de estabilización de la energía para la reacción química, es decir, la energía de enlace.  Esta luz que se libera puede ser absorbida por otras moléculas en solución para dar lugar a vibraciones moleculares o rotaciones, lo que da lugar a la comprensión clásica del calor. En contraste, cuando ocurren reacciones endotérmicas, la energía se absorbe para colocar un electrón en un estado de mayor energía, de modo que el electrón pueda asociarse con otro átomo para formar un complejo químico. La energía neta es absorbida por una reacción endotérmica. En una reacción exotérmica, la energía necesaria para iniciar la reacción es menor que la energía que se libera posteriormente, por lo que hay una liberación neta de energía.  Esta es la comprensión física de las reacciones exotérmicas y endotérmicas. 

## Ejemplos

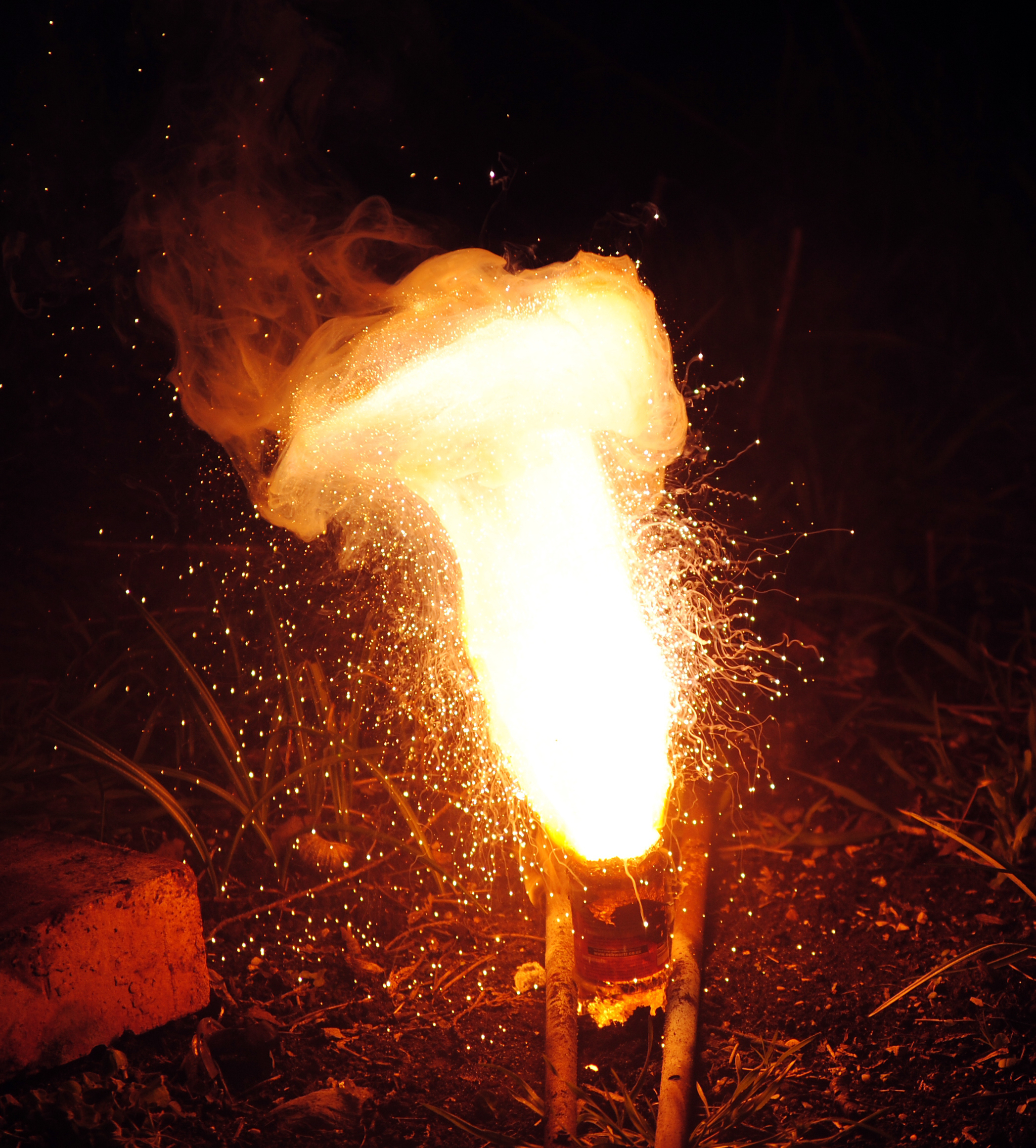
Una reacción de termita exotérmica utilizando óxido de hierro (III). Las chispas que vuelan hacia el exterior son glóbulos de hierro fundido que arrastran humo a su paso.

Algunos ejemplos de procesos exotérmicos son:
- Combustión de combustibles como la madera , el carbón y el petróleo.
- Reacción de termita
- Reacción de metales alcalinos y otros metales altamente electropositivos con agua.
- Condensación de lluvia de vapor de agua.
- Mezcla de agua y ácidos fuertes o bases fuertes.
- Mezcla de ácidos y bases.
- Deshidratación de hidratos de carbono por ácido sulfúrico.
- El montaje de cemento y hormigón.
- Algunas reacciones de polimerización como el fraguado de resina epoxi.
- Reacción de la mayoría de los metales con halógenos u oxígeno.
- Fusión nuclear en bombas de hidrógeno y en núcleos estelares (a hierro)
- Fisión nuclear de elementos pesados.

## Implicaciones para las reacciones químicas
Las reacciones químicas exotérmicas son generalmente más espontáneas que sus contrapartes, las reacciones endotérmicas . 
En una reacción termoquímica que es exotérmica, el calor se puede enumerar entre los productos de la reacción. 

## Contraste entre terminología termodinámica y biológica
Debido a un accidente histórico, los estudiantes encuentran una fuente de posible confusión entre la terminología de la física y la biología.  Mientras que los términos termodinámicos "exotérmicos" y "endotérmicos" se refieren respectivamente a procesos que emiten energía térmica y procesos que absorben energía térmica, en biología el sentido se invierte efectivamente.  Los términos metabólicos " ectotérmicos " y " endotérmicos " se refieren respectivamente a los organismos que dependen en gran medida del calor externo para alcanzar una temperatura de trabajo total, y a los organismos que producen calor desde dentro como un factor importante para controlar su temperatura corporal. 